# 느와제츠
느와제츠(Noisettes)는 런던 출신의 록 밴드이다.

## 음반 목록
- What's the Time Mr Wolf? (2007)
- Wild Young Hearts (2009)
- Contact (2012)